# Nelson Aguiar Ramírez
Nelson Aguiar Ramírez  là nhà bất đồng chính kiến người Cuba. Ông làm nghề thợ điện, và là chủ tịch của đảng không chính thức "Partido Ortodoxo de Cuba" (đảng Chính thống Cuba).
Ông đã bị chính quyền Cuba bắt trong vụ mùa Xuân đen năm 2003 và bị tuyên án 13 năm tù. Tổ chức Ân xá Quốc tế đã tuyên bố ông là một tù nhân lương tâm.
Ông được phóng thích trước thời hạn vào ngày 8.4.2009.